# Ferenc-hegy
Le Ferenc-hegy est un sommet de Hongrie situé dans le 2e arrondissement de Budapest dans les collines de Buda, à proximité de Hármashatár-hegy. 